# 26986 Čáslavská
(26986) Čáslavská, denumire internațională (26986) Caslavska, este un asteroid din centura principală de asteroizi.

## Descriere
26986 Čáslavská este un asteroid din centura principală de asteroizi. A fost descoperit pe 4 noiembrie 1997 la Observatorul din Ondřejov de Lenka Šarounová. Asteroidul prezintă o orbită caracterizată de o semiaxă mare de 3,09 ua, o excentricitate de 0,08 și o înclinație de 10,6° în raport cu ecliptica.